# Bambusa flexuosa
Bambusa flexuosa är en gräsart som beskrevs av William Munro. Bambusa flexuosa ingår i släktet Bambusa och familjen gräs. Inga underarter finns listade i Catalogue of Life.